# Minya Diez-Dührkoop

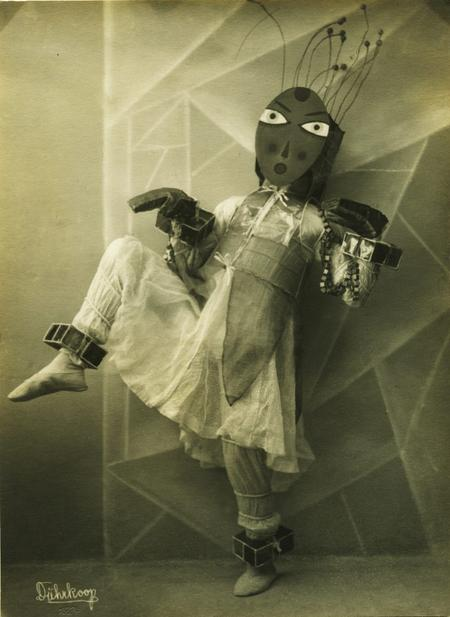
Minya Diez-Dührkoop: tanečnice Lavinia Schulz jako Tanzbertchen, taneční expresionistická studie, 1924

Minya Diez-Dührkoop (21. června 1873 Hamburk jako Julie Wilhelmine Dührkoop – 17. listopadu 1929 tamtéž) byla německá profesionální fotografka a druhá dcera renomovaného fotografa Rudolfa Dührkoopa.

## Život a dílo
Minya Diez-Dührkoop začala s fotografií ve svých 14 letech v roce 1887 jako asistentka v rodinném studiu. Její kariéra byla úzce spojena s jejím otcem, stejně jako s mnoha vztahy a členstvími v uměleckých kruzích a sdružení. V průběhu let se věnovala různým fotografickým žánrům: architektura, výstavy a festivaly, pořizovala i fotografické kopie olejomaleb. Především však pořizovala portréty celebrit a občanů Hamburku, kteří jí zajišťovali finanční příjem.
Na podzim roku 1901 spolu s otcem podnikli první cestu do Anglie. Poté následovala v období 1904-1905 cesta do Ameriky. Cesty sloužily k návštěvám výstav, organizováním výstav vlastních a jednak také sloužily k udržování kontaktů s jinými profesionálními i amatérskými fotografy. Dührkoopovi se postupně stávali mezinárodně známými. Od září roku 1906 byla podílnicí v rodinném fotografickém obchodu a studiu v Berlíně. Po smrti svého otce podnik převzala a měla čest pokračovat v této funkci až do své smrti.
Postupem času se z ní stala známá secesní fotografka, která se v Hamburku scházela s výtvarníky, mimo jiné také s Richardem Dehmelem. V roce 1894 si vzala fotografa Luise Dieza Vazqueza z Málagy. O jejich profesionální spolupráci však není nic známo. Když manželství skončilo rozvodem v roce 1901, vzala si Minya své původní jméno.

## Galerie

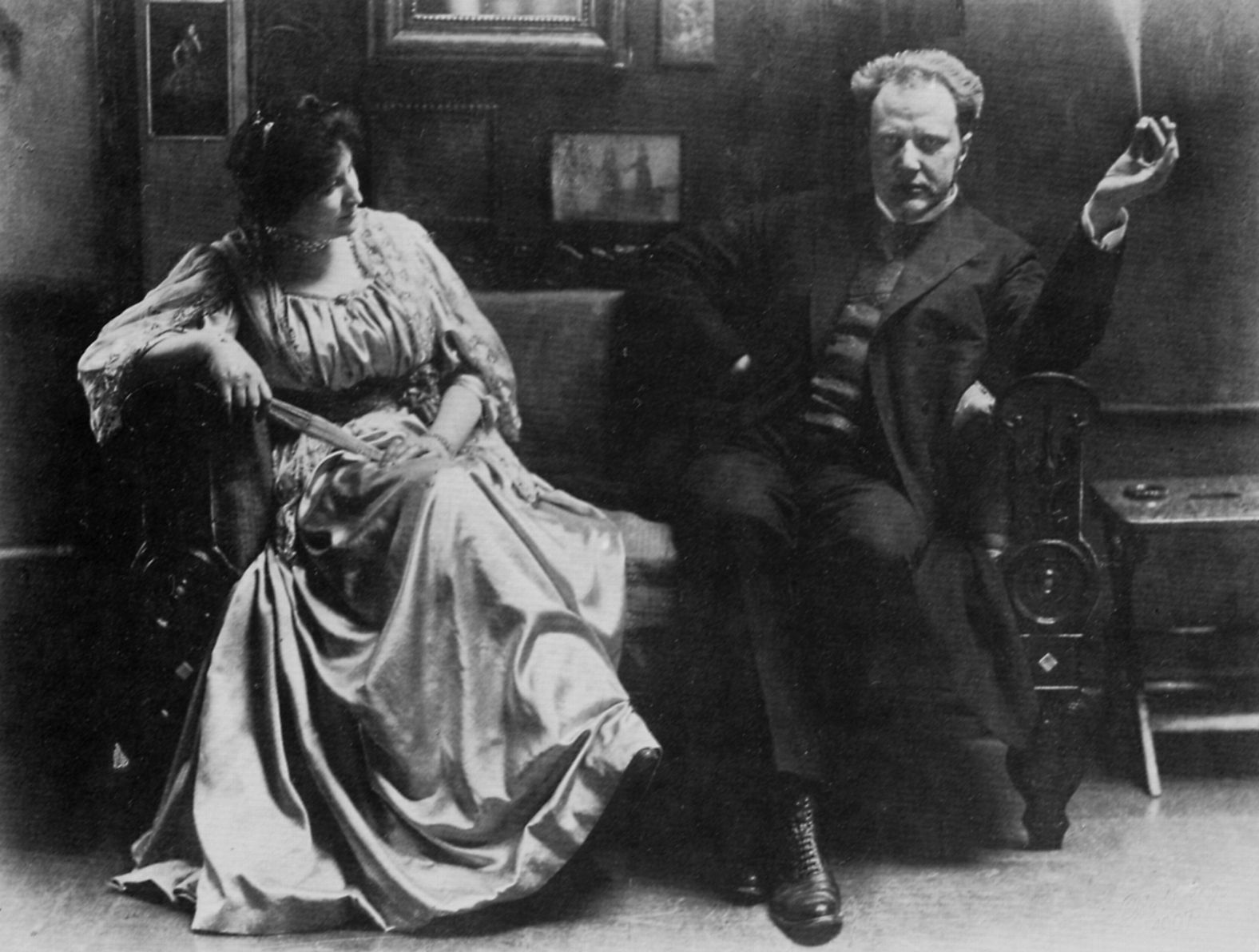
Minya Diez-Dührkoop: Bild einer Intimität, 1900/1910
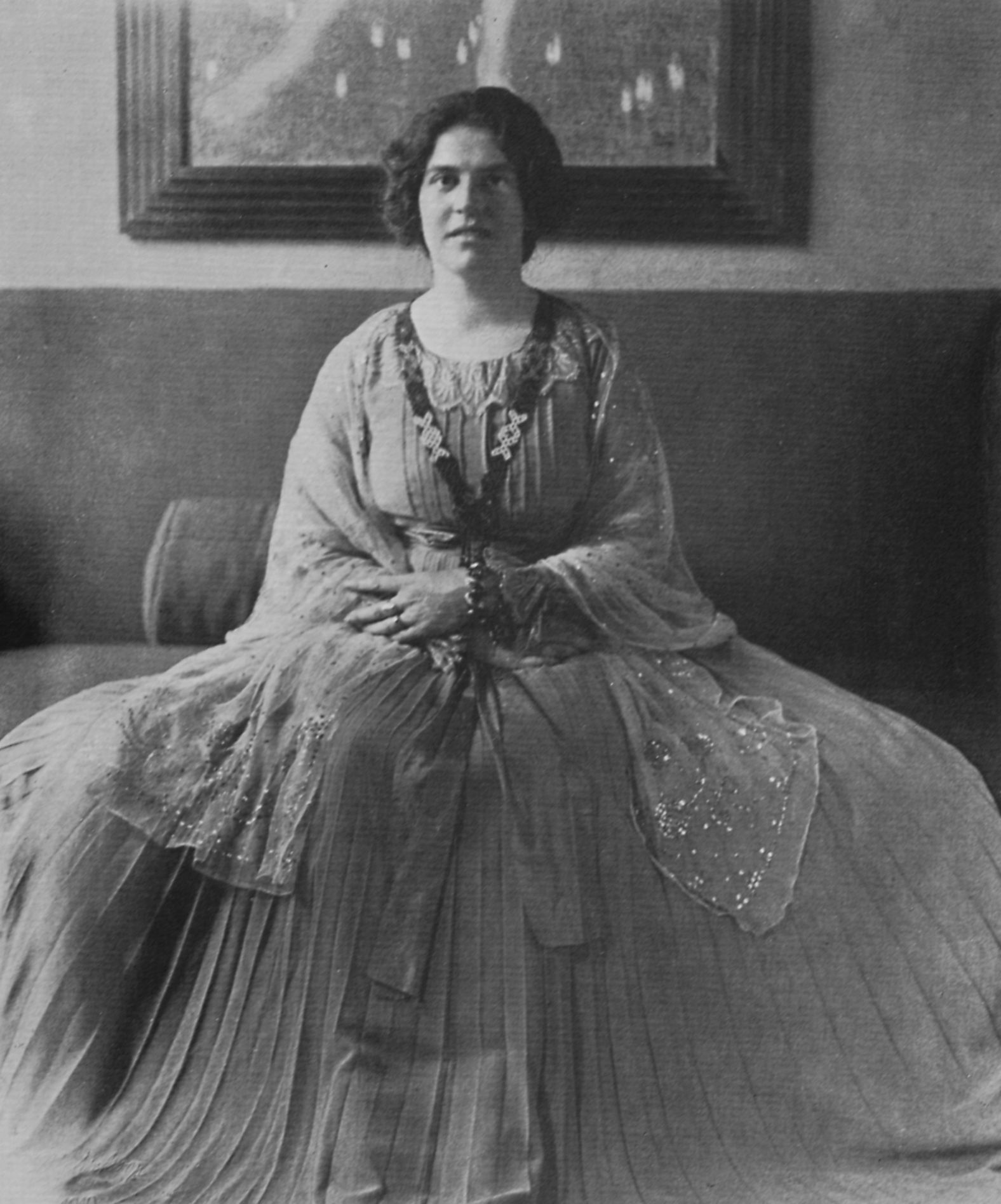
Malířka a sochařka Elena Luksch-Makowsky před svým dílem Adolescentia
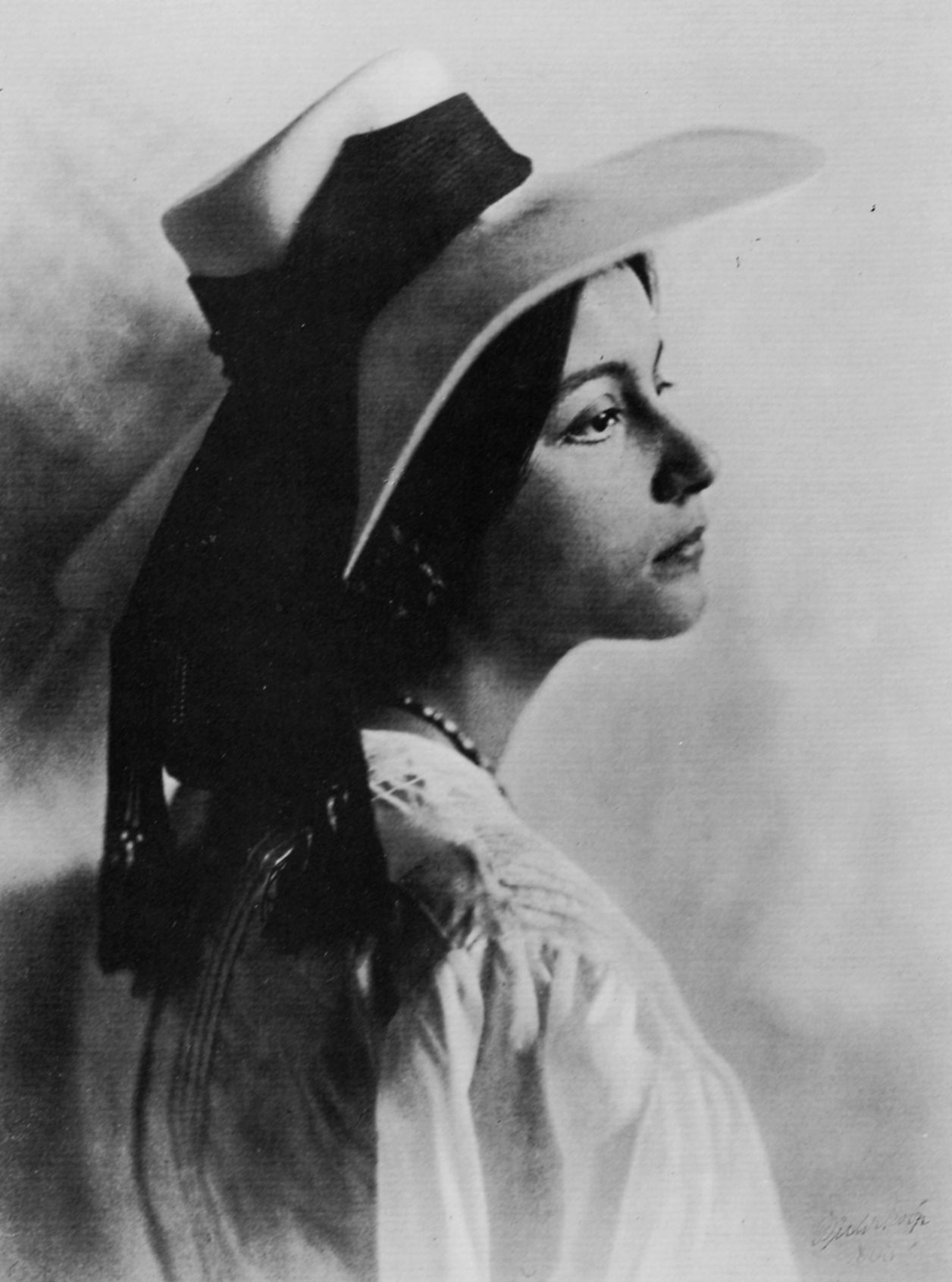
Minya Diez-Dührkoop: Gertrud Falke, 1908

#### Publikace s díly Miny Dührkoopové
- Rudolf Dührkoop: Dührkoop Bildnisse – Verzeichnis von Porträts bedeutender Personen aller Gebiete von Rudolf und Minya Dührkoop
- Rudolf Dührkoop: R. Dührkoop – Werkstatt für das künstlerische Kamera-Bildnis, Inh. Rudolf Dührkoop und Frau Minya Diez-Dührkoop, Hamburk 1911
- Franz Blei: Schöne Frauen – 36 Mezzotintos nach Natur-Aufnahmen von E. O. Hoppé und M. Diez-Dührkoop, F. Bruckmann, Mnichov cca 1920

#### Ostatní
- Herrmann Aubel a Marianne Aubelová: Der Künstlerische Tanz unserer Zeit, Albertina Wien, Königstein im Taunus 2002
- Odette M. Appel-Heyne: Rudolf Dührkoop – Commercial Pictorialist, Thesis, B. A. Art History, Boston University, 1972, M. A. Art, University of New Mexico, 1981
- Athina Chadzis: Die Maskentänzer Lavinia Schulz und Walter Holdt, in: Jahrbuch des Museums für Kunst und Gewerbe Hamburg 1996, Museum für Kunst und Gewerbe, Hamburk 1996, str. 97-114
- Fritz Kempe: Vor der Camera – Zur Geschichte der Photographie in Hamburg, Christians Verlag, Hamburk 1976, str. 86-111.
- Gabriele Betancourt Nuñez: Die Geschichte der Photographie im Museum für Kunst und Gewerbe Hamburg, Photographische Perspektiven aus den zwanziger Jahren 4/1994, str. 15-29
- Gabriele Betancourt Nuñez: Tanzphotographien von Minya Diez-Dührkoop, in: Entfesselt – Expressionismus in Hamburg um 1920, Museum für Kunst und Gewerbe, Hamburg 2006, str. 56-63
- Gabriele Betancourt Nuñez: Die Fotografinnen im Hamburg der zwanziger Jahre, in: Himmel auf Zeit – die Kultur der 1920er Jahre in Hamburg, Wachholtz, Neumünster 2010, str. 291-296
- Claudia Gabriele Philipp (= Gabriele Betancourt Nuñez): Fotografie – Beruf und Berufung, in: Frauen Kunst Wissenschaft, Zeitschrift für Geschlechterforschung und visuelle Kultur 14/1992, str. 28-35
- Gerhard Wietek: Franz Radziwill Wilhelm Niemeyer Dokumente einer Freundschaft, Isensee, Oldenburg 1990, str. 28 a násl. a str. 194
- Franz Günter Zehnder a kolektiv: Schafgans 150 Jahre Fotografie, Rheinisches Landesmuseum Bonn – Wienand Verlag, Kolín nad Rýnem 2004
- Fotomuseum im Münchner Stadtmuseum – Hof-Atelier Elvira 1887-1928 Ästheten, Emanzen, Aristokraten, R. Herz – B. Bruns, Bremberger – Mnichov 1985, str. 136 a násl. a str. 148 a násl.